# 湯船 (和束町)
湯船（ゆぶね）は、京都府相楽郡和束町の大字。本項ではかつて同区域に存在した湯船村（ゆぶねむら）についても記す。

## 地理
和束町の東端、和束川の上流域にあたる。西で原山・門前、南で南山城村童仙房、北から東にかけて綴喜郡宇治田原町奥山田および滋賀県甲賀市信楽町宮尻・信楽町下朝宮・信楽町上朝宮・信楽町杉山・信楽町小川・信楽町多羅尾に接する。

### 河川
- 和束川

## 歴史
- 幕末 - 「旧高旧領取調帳」の記載によると、皇室領であった。
- 慶応4年
  - 2月19日（1868年3月12日） - 京都裁判所の管轄となる。
  - 閏4月25日（1868年6月15日） - 京都府の管轄となる。
- 1889年（明治22年）4月1日 - 町村制の施行により、湯船村が単独で自治体を形成。
- 1956年（昭和31年）9月30日 - 和束町に編入。同町の大字となる。

## 世帯数と人口
2015年（平成27年）10月1日現在の世帯数と人口（国勢調査調べ）は以下の通りである。
| 大字 | 世帯数  | 人口  |
| ---- | ------- | ----- |
| 湯船 | 130世帯 | 330人 |

### 人口の変遷
国勢調査による人口の推移。
| 1995年（平成7年）  | 591人 | [ 5 ] |  |
| 2000年（平成12年） | 510人 | [ 6 ] |  |
| 2005年（平成17年） | 468人 | [ 7 ] |  |
| 2010年（平成22年） | 397人 | [ 8 ] |  |
| 2015年（平成27年） | 330人 | [ 2 ] |  |

### 世帯数の変遷
国勢調査による世帯数の推移。
| 1995年（平成7年）  | 163世帯 | [ 5 ] |  |
| 2000年（平成12年） | 158世帯 | [ 6 ] |  |
| 2005年（平成17年） | 149世帯 | [ 7 ] |  |
| 2010年（平成22年） | 136世帯 | [ 8 ] |  |
| 2015年（平成27年） | 130世帯 | [ 2 ] |  |

## 交通

### バス
奈良交通
- 和束木津線（66系統）：加茂駅 - 和束湯船 - 和束町小杉

和束町営バス
- 保育園線：木屋 - 小学校前 - 中学校前 - 中杣田 - ミドリ橋 - 中和束 - 東和束 - 撰原 - 石寺 - 西和束 - 運動公園前 - 別所 - 中西団地前 - 東和束 - 小杉 - 湯船 - 原山 - 東和束

### 道路
- 京都府道・滋賀県道5号木津信楽線
- 京都府道283号奥山田射場線

## その他

### 日本郵便
- 郵便番号 : 619-1203[3]（集配局：和束郵便局[9]）。